# Horst Schad
Horst Schad (* 5. Februar 1930; † 29. September 2017 in Stuttgart) war ein deutscher Fußball- und Tennisspieler.

## Karriere
Schad begann in seiner Jugend mit dem Fußballspielen bei den Stuttgarter Kickers, wo er auch den Sprung in die erste Mannschaft schaffte, für die er zwischen 1948 und 1955 in sieben Spielzeiten 59-mal in der Oberliga Süd zum Einsatz kam und dabei 21 Tore erzielte. Auf Grund eines Architekturstudiums beendete er 1955 seine Karriere als Fußballer.
Im Jahr 1967 kehrte Schad zu den Kickers zurück, jedoch als Trainer und trainierte so bis 1969 die Amateure des Vereins.

## Sonstiges
Horst Schad ist der Sohn des damaligen Platzwartes der Stuttgarter Kickers. Neben dem Fußball spielte Schad Tennis, so wurde er unter anderem württembergischer Meister.